# Sbarco

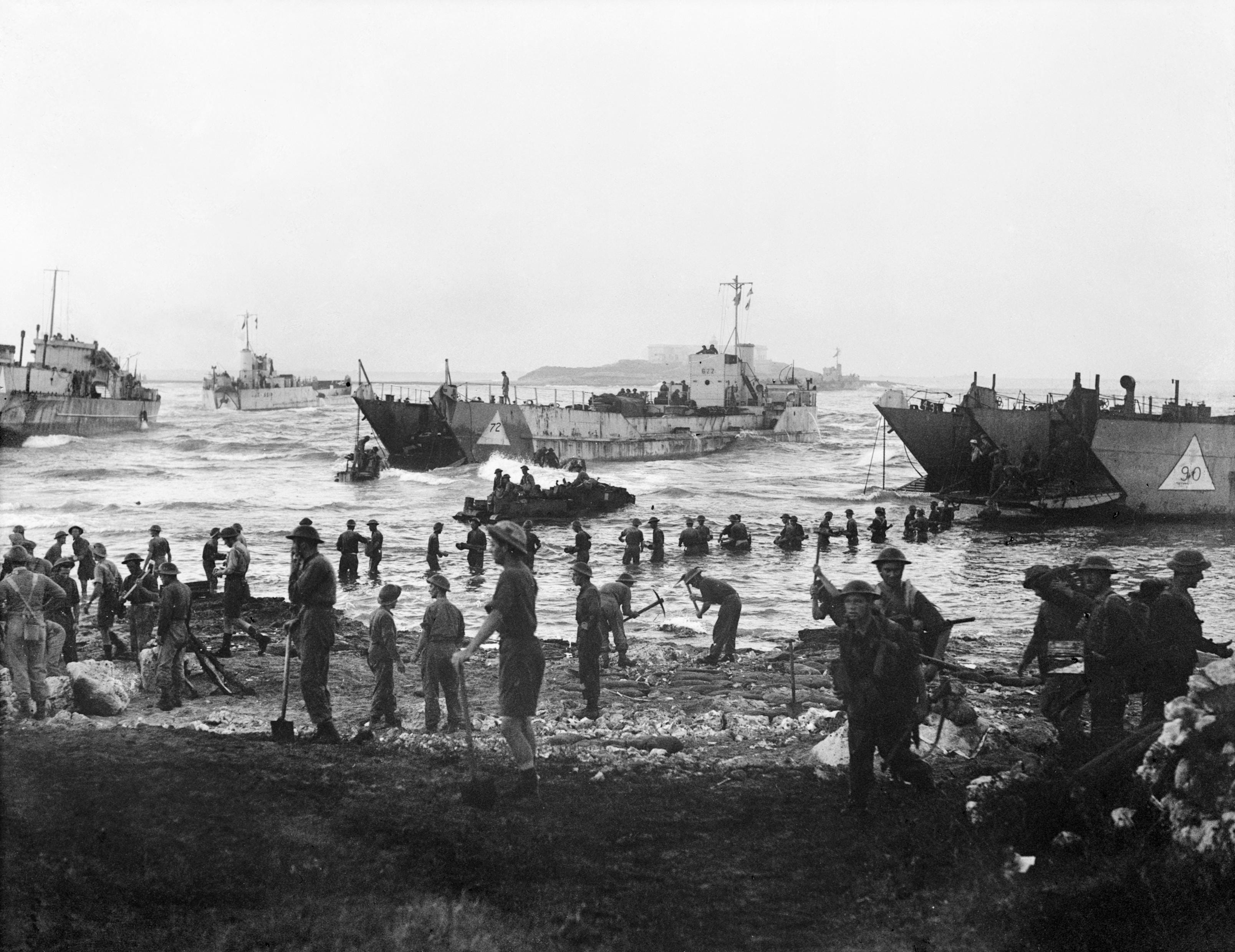
Lo sbarco in Sicilia, 1943

Lo sbarco è un'operazione militare di guerra anfibia che consiste nel portare per mezzo di navi appositamente concepite una consistente forza militare d'assalto sulle coste nemiche. Nella concezione moderna l'organizzazione di uno sbarco è strettamente correlata alla copertura assicurata dall'artiglieria navale e da attività di bombardamento tattico aereo.
In una accezione più allargata lo sbarco sta anche a indicare un'operazione militare condotta da truppe aviotrasportate.

## Storia
Le tecniche dello sbarco si sono evolute col tempo e adeguate ai mezzi che la tecnica mette via via a disposizione. In origine, dai tempi della guerra di Troia, visto il piccolo tonnellaggio delle navi spinte da remi e vele che venivano utilizzate, ci si limitava a fare approdare le navi su un tratto di costa sabbioso e non presidiato dal nemico, data la minima consistenza numerica degli eserciti dell'epoca.
Con l'avvento delle armi da fuoco, il potere offensivo delle navi e delle fortificazioni terrestri si espanse, e fu necessario aumentare la distanza degli sbarchi dalle installazioni militari avversarie. All'epoca del Re Sole l'ingegnere francese Sébastien Le Prestre de Vauban costruì numerose fortificazioni costiere, a presidio di tratti di costa contro le offese dal mare.
Uno sbarco particolarmente nefasto per le forze d'attacco, ostacolate dai bassi fondali e dalla vegetazione costituita di mangrovie che impedivano la copertura di fuoco assicurata dalle navi che non poterono avvicinarsi sufficientemente alla costa, fu la cosiddetta battaglia di Mactan del 1521, avvenuta nell'attuale territorio delle Filippine: nella battaglia, sostenuta fra gli spagnoli comandati da Magellano, nettamente superiori in termini di armi e di capacità bellica, e la tribù locale di Lapu-Lapu, lo sbarco non ebbe successo per via degli ostacoli naturali e i difensori ebbero quindi buon gioco nel sopraffare i soldati spagnoli. Nella battaglia, descritta nel diario del vicentino Antonio Pigafetta, il portoghese Magellano rimase ucciso insieme ad alcuni dei suoi soldati.

## Era contemporanea

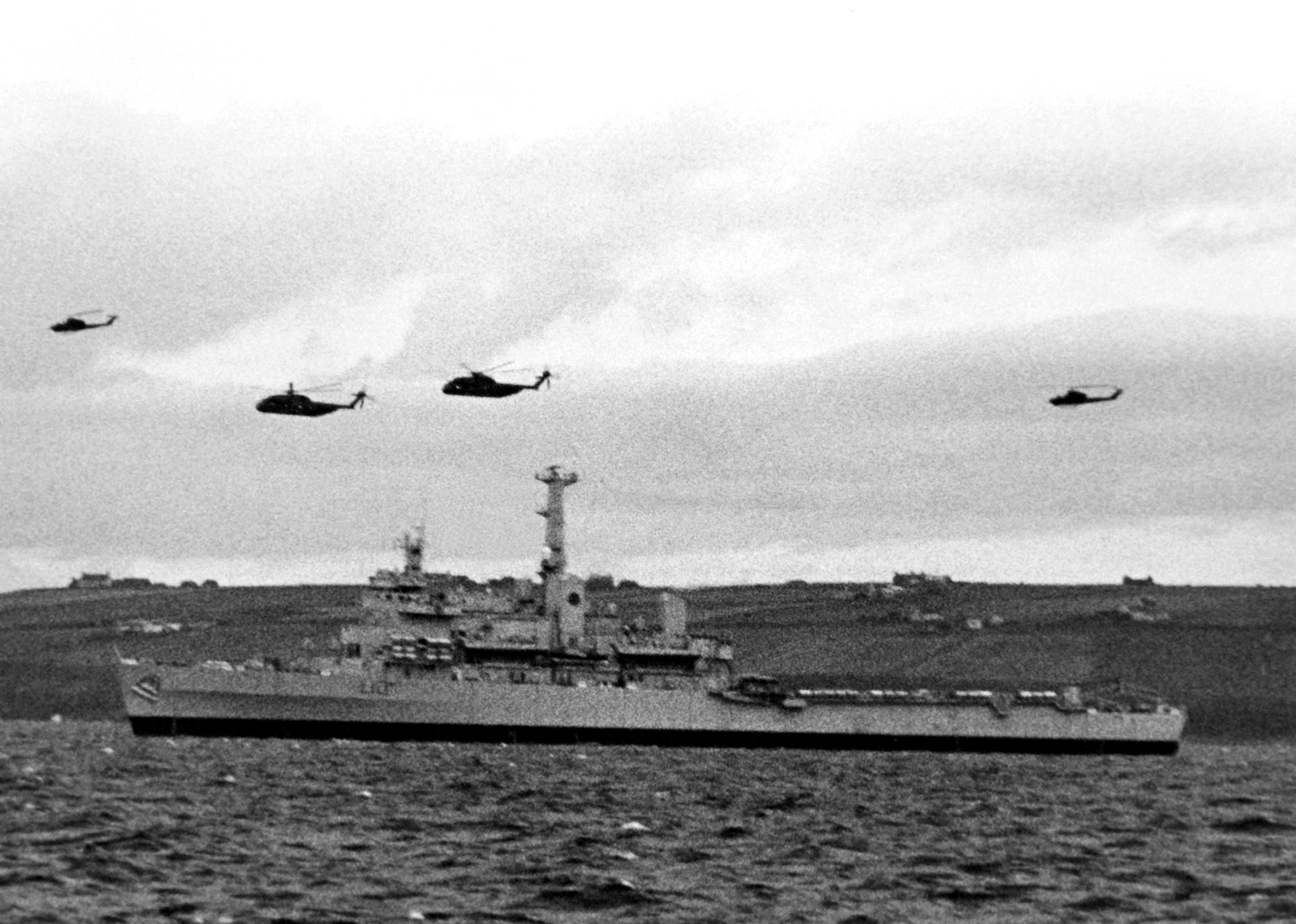
La HMS Fearless nella baia di Sinclairs alle Falkland durante la guerra del 1982

A partire dalla campagna di Gallipoli della prima guerra mondiale si registrò una evoluzione delle tecniche di sbarco, con l'introduzione di mezzi appositi per lo sbarco di truppe anche sotto il fuoco di artiglieria e armi automatiche. Lo studio di questa campagna diede origine all'evoluzione ulteriore avvenuta durante la seconda guerra mondiale, nella quale vennero costruiti mezzi da sbarco sempre più specializzati, come il Landing Craft Assault per la fanteria o il Landing Ship Tank per i carri armati; inoltre vennero costruiti anche veicoli d'assalto anfibio, come i Fantails inglesi, ed altri catalogati sotto il nome di "Hobart funnies" (divertimenti di Hobart, dal nome del loro progettista), o adattamenti anfibi in grado di far galleggiare veicoli corazzati dalle navi fino a riva. Vennero sviluppate anche tecniche di aerocooperazione per far sbarcare le truppe sotto la protezione dell'aviazione senza sottoporle al fuoco amico e, con l'introduzione dell'elicottero, si crearono anche le navi da assalto anfibio di tipo Landing Platform Dock, con largo ponte di volo e bacino di sbarco allagabile, tra le quali si annoverano la classe Tarawa statunitense e la classe Fearless britannica.
La HMS Fearless e la sua gemella Intrepid furono preziose nella baia di San Carlos alle Falkland durante la guerra del 1982, dove la prima funse da nave comando anfibio ed entrambe da punto di appoggio per elicotteri, ed in qualche caso anche per gli Harrier della Task Force, sia nelle missioni di pattugliamento aereo dei Sea Harrier che per le missioni di attacco al suolo della versione GR3; dalle navi sbarcarono anche i contingenti di truppe attraverso i 4 mezzi di tipo LCU e 4 LCVP in dotazione.